# Anguillita
Anguillita ist eine kleine, felsige Insel im Karibischen Meer vor der Südwestspitze der Insel Anguilla und gehört wie diese zum gleichnamigen britischen Überseegebiet Anguilla. Die unbewohnte Insel misst etwa 300 mal 100 Meter und ist von Anguilla durch einen knapp 400 Meter breiten Meeresarm getrennt. In der Mitte der Insel verläuft ein schmaler Kanal, so dass Anguillita zumindest bei Flut aus zwei Inselchen und einigen Felsen besteht.
Anguillita besitzt keine Sandstrände und ist touristisch unerschlossen, die Gewässer um das Eiland sind für Taucher interessant. Ende des 20. Jahrhunderts wurde auf Anguillita ein Feldexperiment zur Erforschung der Verbreitung karibischer Echsen der Gattung Anolis durchgeführt. Dazu wurden Tiere einer fremden Anolis-Art eingeführt und die Wechselwirkungen mit den einheimischen Echsen studiert.